# Sentinum
Sentinum was een Romeinse stad in de Marche, Italië, ten zuiden van het huidige Sassoferrato. Van de stadsmuren zijn de funderingen bewaard gebleven, en een straat en resten van huizen zijn er opgegraven, die ook verschillende mozaïekvloeren bleken te bevatten, en inscripties uit de periode 250-300 na Christus. 
In de omgeving van de stad vond in 295 v.Chr. de Slag bij Sentinum plaats, waar de Romeinen de Samnieten en de Galliërs versloegen. In 41 v.Chr. werd de stad ingenomen en verwoest door de troepen van Quintus Salvidienus Rufus, maar zij bleef bewoond tot het eind van de Romeinse tijd.

## Verder lezen
- G.V. Gentili, art. SENTINUM (Sentino) Ancona, Marche, Italy, in R. Stillwell - e.a. (edd.), The Princeton Encyclopedia of Classical Sites, Princeton, 1976